# Progress Park (Grenada)
Progress Park – to wielofunkcyjny stadion w Saint Andrew's na Grenadzie. Jest obecnie używany głównie dla meczów piłki nożnej, a także do gry w krykieta. Swoje mecze rozgrywa na nim drużyna piłkarska Paradise. Stadion mieści 1000 osób.